# Gran Premi dels Països Baixos del 1966
Resultats del Gran Premi dels Països Baixos de Fórmula 1 de la temporada 1966, disputat al Circuit de Zandvoort, el 24 de juliol del 1966.

## Resultats
| Pos | No | Pilot           | Equip             | Voltes | Temps/ Retirada | Pos. de sortida | Punts |
| --- | -- | --------------- | ----------------- | ------ | --------------- | --------------- | ----- |
| 1   | 16 | Jack Brabham    | Brabham - Repco   | 90     | 2h 20' 32. 5    | 1               | 9     |
| 2   | 12 | Graham Hill     | BRM               | 89     | + 1 Volta       | 7               | 6     |
| 3   | 6  | Jim Clark       | Lotus - Climax    | 88     | + 2 Voltes      | 3               | 4     |
| 4   | 14 | Jackie Stewart  | BRM               | 88     | + 2 Voltes      | 8               | 3     |
| 5   | 32 | Mike Spence     | Lotus - BRM       | 87     | + 3 Voltes      | 12              | 2     |
| 6   | 2  | Lorenzo Bandini | Ferrari           | 87     | + 3 Voltes      | 9               | 1     |
| 7   | 30 | Jo Bonnier      | Cooper - Maserati | 84     | + 6 Voltes      | 13              |       |
| 8   | 38 | John Taylor     | Brabham - BRM     | 84     | + 6 Voltes      | 17              |       |
| 9   | 36 | Guy Ligier      | Cooper - Maserati | 84     | + 6 Voltes      | 16              |       |
| Ret | 28 | Jo Siffert      | Cooper - Maserati | 79     | Motor           | 11              |       |
| Ret | 34 | Bob Anderson    | Brabham - Climax  | 73     | Suspensions     | 14              |       |
| Ret | 24 | John Surtees    | Cooper - Maserati | 44     | Part elèctrica  | 10              |       |
| Ret | 18 | Denny Hulme     | Brabham - Repco   | 37     | Encesa          | 2               |       |
| Ret | 8  | Peter Arundell  | Lotus - BRM       | 28     | Encesa          | 15              |       |
| Ret | 10 | Dan Gurney      | Eagle - Climax    | 26     | Pèrdua d'oli    | 4               |       |
| Ret | 4  | Mike Parkes     | Ferrari           | 10     | Accident        | 5               |       |
| Ret | 26 | Jochen Rindt    | Cooper - Maserati | 2      | Accident        | 6               |       |

## Altres
- Pole: Jack Brabham 1' 28. 1

- Volta ràpida: Denny Hulme 1' 30. 6 (a la volta 2)